# Coptocercus crucigerus
Coptocercus crucigerus es una especie de escarabajo longicornio del género Coptocercus, tribu Phoracanthini, subfamilia Cerambycinae. Fue descrita científicamente por Hope en 1842.

## Descripción
Mide 6,9-21,3 milímetros de longitud.

## Distribución
Se distribuye por Australia y Papúa Nueva Guinea.